# Callicebus coimbrai
Callicebus coimbrai là một loài động vật có vú trong họ Pitheciidae, bộ Linh trưởng. Loài này được Kobayashi & Langguth miêu tả năm 1999.

## Hình ảnh

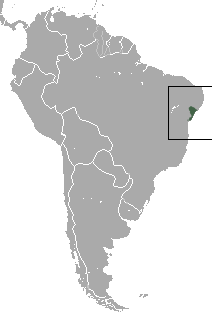